# Ichneumon buryas
Ichneumon buryas là một loài tò vò trong họ Ichneumonidae.